# 外溪洲
外溪洲，是臺灣嘉義縣水上鄉的一個傳統地域名稱，位於該鄉南部略偏西。相較於今日行政區，其範圍大致包括三鎮村東南大半部（省道台1線以東）、水上村南半部、水頭村南部中段。

## 歷史
台灣日治初期，外溪洲地區為一（舊制）街庄，稱為「外溪洲庄」，隸屬於嘉義西堡。昔日該庄北及東北與水堀頭街為鄰，東至南隔八獎溪（八掌溪）與番仔藔庄、詔安厝庄、蓮潭庄、上茄苳庄為界，西邊及西北邊為南靖庄、十一指厝庄。
1901年（日治明治三十四年）11月，全台設置二十廳，該庄隸屬於嘉義廳。1903年（明治三十六年）6月，該庄編入「水堀頭區」，隸屬於嘉義廳。1909年（明治四十二年）10月，合併二十廳為十二廳，水堀頭區仍隸屬於嘉義廳。1920年（大正九年），廢十二廳改設五州二廳，該庄改制為「外溪洲」大字，隸屬於臺南州嘉義郡水上庄（新制街庄）。
戰後水上庄改制為水上鄉，隸屬於臺南縣，大字亦改制為村。1950年雲、嘉、南分治，水上鄉改隸屬於嘉義縣。

## 聚落
本地區發展較早的聚落有外溪洲、外林等，在日治期初期的官方地圖上已有記載。

## 交通
台鐵縱貫線是台灣西部南北向鐵路幹線，經過本地區西部邊界地帶及西南部，並在境內設有南靖車站。該站屬甲種簡易站，只停靠區間車；由此可前往台鐵沿線各站。
省道台82線又稱「東西向快速公路－東石嘉義線」，經過本地區中部，並在本地區西部邊界外不遠處的縣道163號西側交會處設有水上交流道，並與鄰近的省道台1線連通，由此可快速前往沿線各地，並連接國道1號、國道3號。
省道台1線又稱「縱貫公路」，是臺北至屏東縣楓港的傳統平面幹道，經過本地區西部邊界地帶。由該道路北行可前往嘉義縣水上鄉水上市區、嘉義市、嘉義縣民雄鄉、溪口鄉東端、大林鎮等地，南行可前往臺南市後壁區、新營區、柳營區、六甲區等地。
縣道163號是嘉義市市區至嘉義縣布袋鎮好美里的道路，經過本地區北部東側凸出部分及西部邊界北段（該路段與省道台1線共線）。由該道路北行可前往水上鄉水上市區、嘉義市西區，並止於縣道159號路口；南行可前往鹿草鄉、義竹鄉、布袋鎮，並止於好美里。
縣道168號又稱「嘉朴公路」，是東石鄉東石市區至水上鄉中庄的道路，經過本地區北端（該路段先後與省道台1線、縣道163號共線）及東北部。由該道路西行可前往太保市、朴子市、東石鄉，並止於東石市區；東行可前往水上鄉中庄，並止於縣道165號轉角路口。
鄉道嘉41線是水上至南靖的道路。

## 學校
- 水上國中